# Sharpie
Sharpie es una marca de instrumentos de escritura (principalmente rotuladores permanentes) fabricados por Newell Brands, una empresa pública, con sede en Atlanta, Georgia. Originalmente, designando un único marcador permanente, la marca Sharpie se ha expandido ampliamente y ahora se puede encontrar en una variedad de plumas y marcadores permanentes y no permanentes previamente no relacionados anteriormente comercializados bajo otras marcas. Este artículo se centra en la línea de marcador permanente Sharpie heredada. 
Los marcadores de Sharpie se hacen con varias puntas. La más común y popular es la punta fina. Otras puntas incluyen la ultrafina, la extrafina, la de pincel, la de cincel y la retráctil.

## Historia
"Sharpie" fue originalmente un nombre que designaba un marcador permanente lanzado en 1964 por la Sanford Ink Company (establecida en 1857). El Sharpie también se convirtió en el primer marcador permanente estilo pluma.
En 1990, Sharpie fue adquirida por The Newell Companies (más tarde Newell Rubbermaid) como parte de Sanford, un fabricante y comercializador líder de instrumentos de escritura.
En 2005, la popular marca de resaltado Accent de la compañía fue reposicionada bajo la marca Sharpie. Se lanzó una nueva versión de Sharpie llamada Sharpie Mini, que son marcadores de la mitad del tamaño de un Sharpie normal y cuentan con un clip para sujetar el Sharpie a un llavero o cordón. En 2006, Sharpie lanzó una nueva línea de marcadores que tenían una punta retráctil activada por botón en lugar de una gorra. También se introdujeron marcadores de pintura Sharpie. A partir de 2011, se habían vendido 200 millones de Sharpies en todo el mundo. Los marcadores Sharpie se fabrican en Mexicali, Baja California, México y Maryville, TN, y con numerosos socios en todo el mundo.

## Marketing

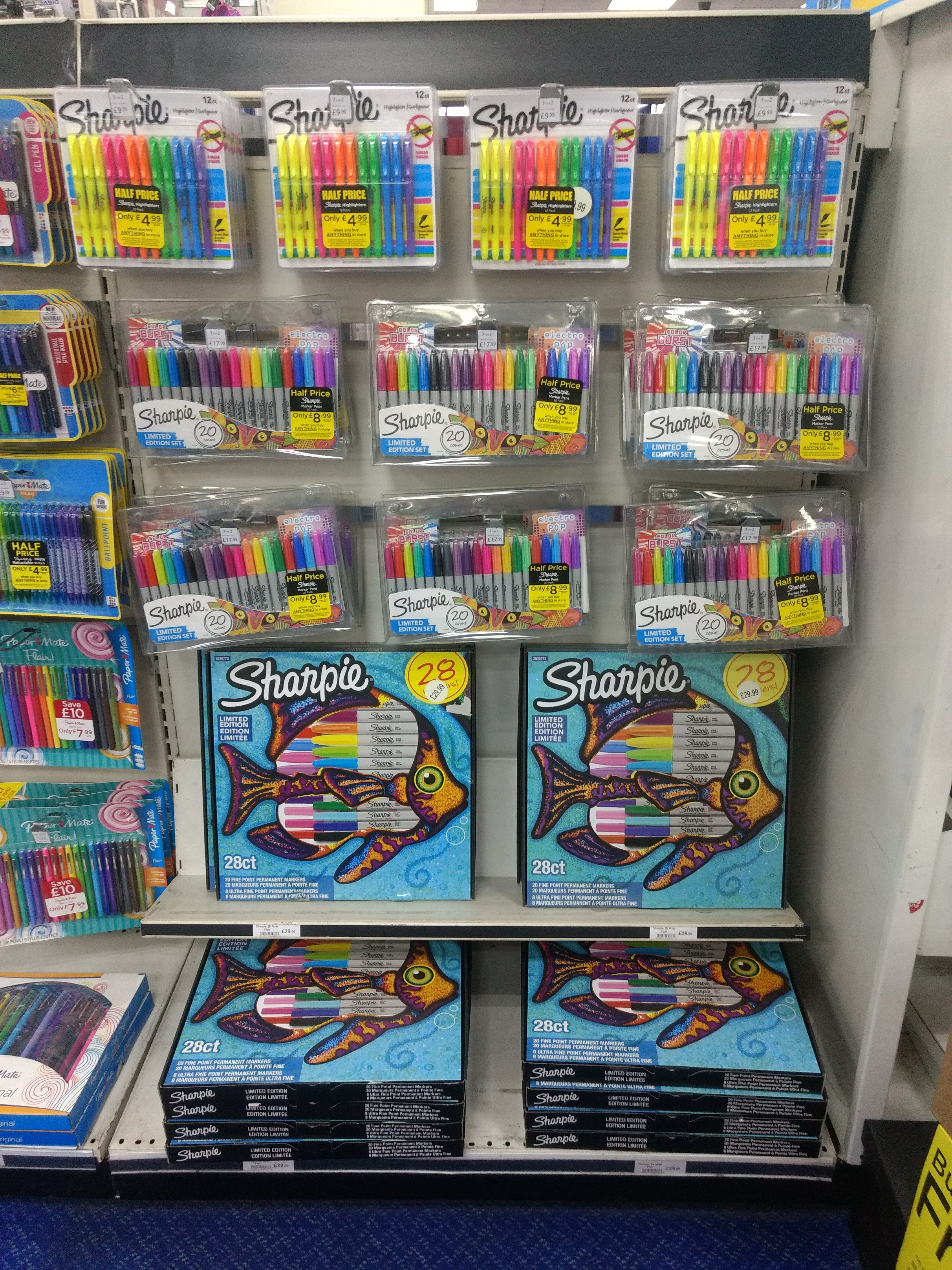
Productos Sharpie en venta en Londres

Sharpie patrocinó la Copa Sprint de NASCAR Sharpie 500, una popular carrera nocturna en el Bristol Motor Speedway, desde 2001 hasta 2009. Para la temporada 2010, Newell Rubbermaid cambió el patrocinio de esta carrera a su marca Irwin Tools . Sharpie patrocinó la carrera Nationwide Series Sharpie Mini 300 de 2004 a 2008. Antes de 2006, patrocinaron a Kurt Busch, quien fue campeón de la Copa Sprint 2004. Sharpie también patrocinó a Jamie McMurray en la NASCAR Sprint Cup Series 2006 y en la NASCAR Sprint Cup Series 2008 . 
En los últimos años, los comerciales de Sharpie han seguido el eslogan "Write Out Loud". Estos anuncios muestran a personas que usan Sharpies en situaciones malas, como usar el marcador para retocar un automóvil y una mujer universitaria que destaca palabras en un libro para notificar a un estudiante que su mosca estaba abierta. Además, una mujer de mediana edad que intenta pensar en qué escribir para su carta de renuncia, escribe "RENUNCIO" con un Sharpie rojo. David Beckham es patrocinado por Sharpie y aparece en un autógrafo de firma comercial con un Sharpie e intenta robarlos.

## Sistema de seguridad

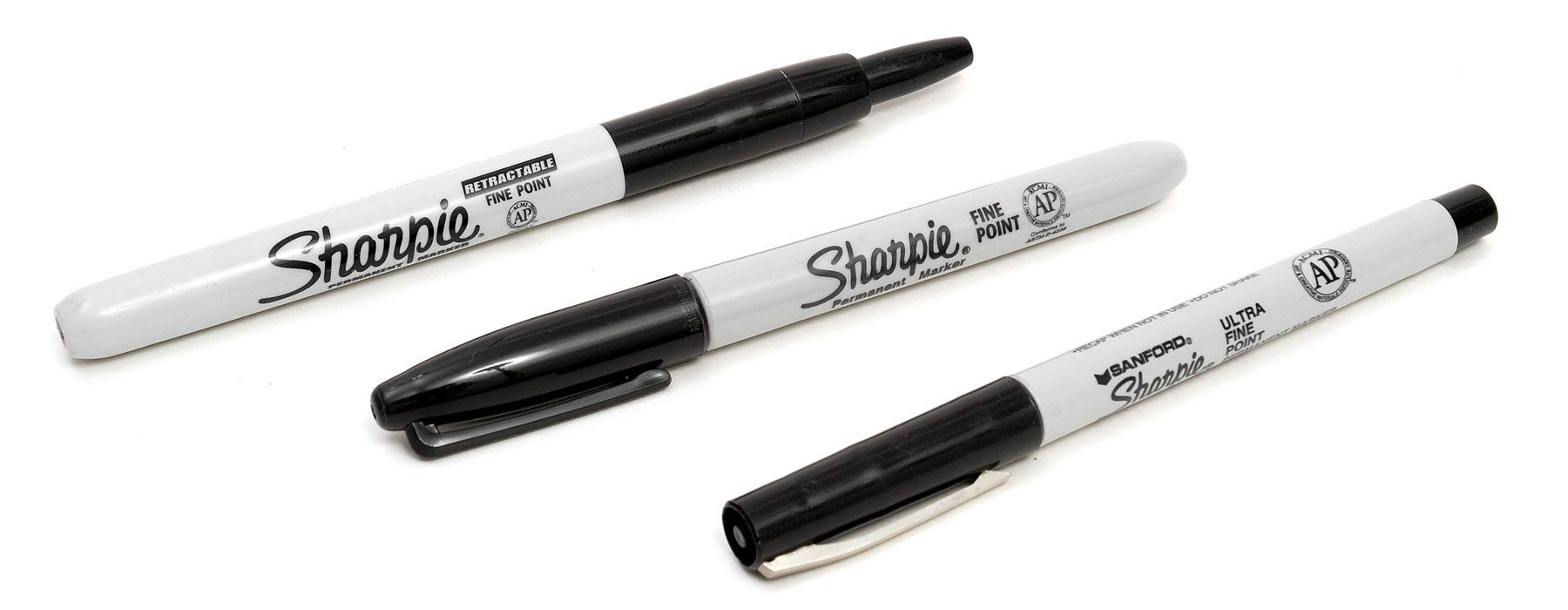
Una variedad de tipos de Sharpie.

Se dice que el desinfectante de manos y el quita esmalte a base de acetona son efectivos en los marcadores permanentes. Las preguntas frecuentes oficiales de Sharpie sugieren probar un producto llamado quitamanchas Amodex. Aunque la tinta Sharpie se convertirá en su mayoría permanente después de la configuración, se puede borrar. Un marcador de borrado en seco suele tener éxito en la eliminación de la tinta Sharpie cubriendo la tinta Sharpie con tres o cuatro trazos de lápiz.
La tinta Sharpie que se ha secado durante más de varias horas se puede eliminar con acetona y otras cetonas y ésteres, como el acetato de etilo, pero la acetona y otros solventes orgánicos pueden dañar la superficie del material escrito. El alcohol isopropílico funciona bien y es menos dañino para algunas superficies; el alcohol isopropílico es la forma diluida, por lo que funciona más lentamente. En algunas superficies, la tinta puede eliminarse coloreando la tinta con un marcador de borrado en seco (ya que la tinta de este marcador contiene solventes orgánicos) y luego quitando la tinta Sharpie y la tinta del marcador de borrado en seco con un paño seco. La limpieza con vapor ha demostrado ser efectiva, al igual que las gomas de borrar. Magic Eraser también ha demostrado ser algo efectivo en superficies duras como el ladrillo y muy efectivo en muebles de madera. En superficies no porosas, el alcohol desnaturalizado es el disolvente más efectivo para eliminar la tinta Sharpie, y es seguro para su uso en la mayoría de los plásticos. 

Aunque no hay etiquetas de advertencia en los marcadores Sharpie, llevan el nuevo símbolo de certificación AP (Producto aprobado) de The Art &amp; Creative Materials Institute, Inc. (ACMI) Según la organización: 
 "El nuevo sello AP (producto aprobado), con o sin certificación de rendimiento, identifica materiales de arte que son seguros y que están certificados en una evaluación toxicológica por un experto médico para no contener materiales en cantidades suficientes para ser tóxicos o perjudiciales para los humanos, incluidos niños, o causar problemas de salud agudos o crónicos. (Sanford LP se convirtió en miembro de ACMI en 1986) Sin embargo, esto no significa que los materiales no sean irritantes ni alérgenos. Dichos productos están certificados por ACMI para ser etiquetados por el estándar de etiquetado de peligro crónico, ASTM D 4236, y la Ley de Etiquetado de Materiales de Arte Peligroso de EE. UU. (LHAMA) ". 
Se consideran no tóxicos para "usos normales", lo que significa escribir en carteles, balones de fútbol y demás. Sharpie no es para la piel, pero no es peligroso con la exposición incidental. 

## En la cultura popular

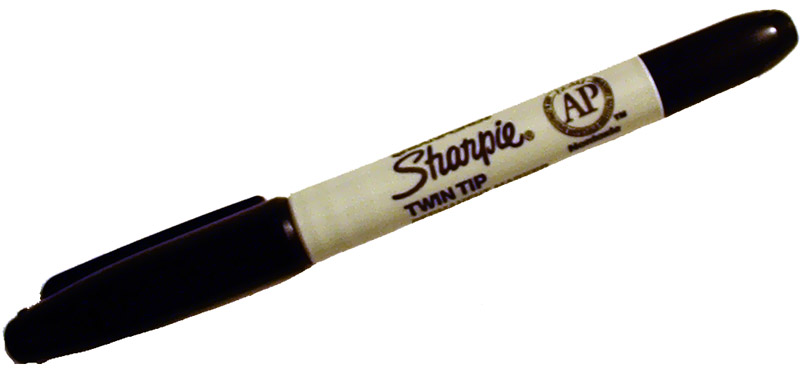
Sharpie Twin Tip

Durante un partido de fútbol el lunes por la noche de la Liga Nacional de Fútbol Americano el 14 de octubre de 2002 contra los Seattle Seahawks, el receptor abierto de los San Francisco 49ers, Terrell Owens, sacó un marcador Sharpie negro de su calcetín para firmar el balón que atrapó para anotar un touchdown y luego le dio el balón a su asesor financiero, quien estaba en las gradas. La celebración de touchdown traerá un resurgimiento a la NFL de nuevas e innovadoras formas de celebrar touchdowns. Los fanáticos del deporte lo han denominado comúnmente "El incidente de Sharpie" o "El Sharpie Touchdown". Se hicieron Sharpies especiales para el presidente de los Estados Unidos, George W. Bush, quien durante mucho tiempo ha sido fiel a la marca.
Los marcadores Sharpie son usados por el ilustrador Adam Hughes para marcar grandes áreas en sus bocetos en convenciones.
Los Sharpies son el utensilio de escritura elegido por los astronautas a bordo de la Estación Espacial Internacional debido a su facilidad de uso en gravedad cero . Según el astronauta canadiense Chris Hadfield, quien comandó la Estación Espacial Internacional en 2012–2013, "puede sostenerlo de cualquier manera y aún funciona".
El presidente de los Estados Unidos, Donald Trump, tiene una preferencia bien conocida por usar Sharpies para firmar documentos oficiales del gobierno.
En septiembre de 2019, Trump estuvo involucrado en "sharpiegate ", en la cual, como informa CNN: "Trump defendió un mapa aparentemente alterado por Sharpie, donde mostraba un camino previsto del huracán Dorian".